# Bor (Milý)
Bor (voorheen: Bory - Duits: Boor) is een Tsjechische plaats in de gemeente Milý in de regio Midden-Bohemen en maakt deel uit van het district Rakovník. Het dorp ligt op ongeveer 10 km afstand van Louny, op 16 km afstand van Slaný en op 18 km afstand van de stad Rakovník.
Bor telt 33 inwoners (2001).

## Geografie
In tegenstelling tot Milý, dat een kilometer zuidelijker in een dal ligt, ligt Bor enkele tientallen meters hoger op een met hop bedekte vlakte van ongeveer 1 × ¾ km midden in een groot bosgebied. Het bos, genaamd Bor of Na Borech, dat het dorp aan drie kanten omringt, vormt een aaneengesloten 12 km lange zone van Kroučová tot Žerotín.
Ongeveer ¼ km ten noorden van het dorp is een soort drielandenpunt, waar het district Rakovník, district Kladno en district Louny samenkomen. Ten zuidoosten van Bor ligt het beschermd natuurgebied Milská stráň.

## Geschiedenis
Sinds 2003 is Bor onderdeel van de gemeente Milý.

## Verkeer en vervoer

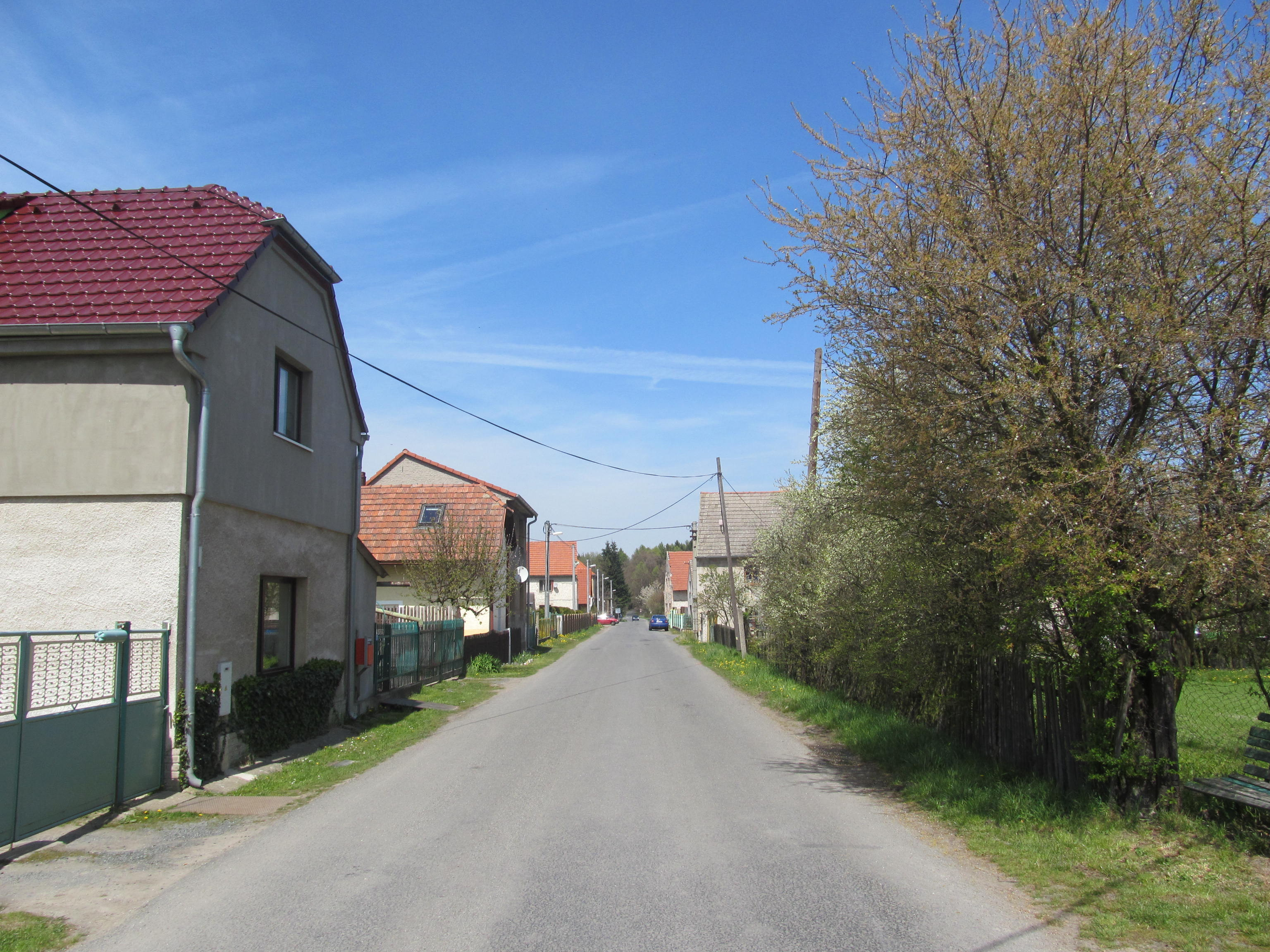
Straat in het dorp

### Autowegen
De verbindingsweg tussen Milý en Hříškov loopt door Bór.

### Spoorlĳnen
Er is geen spoorlijn of station in (de buurt van) het dorp.

### Buslĳnen
Het dorp wordt bediend door buslijn 583 Milý - Bor - Mšec - Nové Strašecí (2 keer per dag) en 588 Milý - Bor - Slaný (10 keer per dag).
In het weekend rijdt er geen bus door het dorp.